# Фурнель, Жонатан
Жонатан Фурнель (фр. Jonathan Fournel; род. 2 октября 1993, Сарбур) — французский пианист.
Начал учиться игре на фортепиано в семилетнем возрасте, с восьми лет занимался в Страсбургской консерватории, затем в 2005—2009 гг. в Саарской высшей школе музыки у Роберта Леонарди и Жана Мико. В 2009—2016 гг. учился в Парижской консерватории, где среди его наставников были Брюно Ригютто, Брижит Анжерер, Эмманюэль Мерсье, Клер-Мари Ле Ге, Мишель Дальберто. Занимался также искусством фортепианного аккомпанемента у Жана-Фредерика Нюбурже. С 2016 года совершенствовал своё мастерство в Брюсселе под руководством Луи Лорти и Аветиса Куюмджяна. В 2013 году выиграл Международный конкурс имени Виотти и Шотландский международный конкурс пианистов в Глазго. В 2021 году был удостоен первой премии на Конкурсе имени королевы Елизаветы.
Концертирует с пятнадцатилетнего возраста. В 2011 году исполнил мировую премьеру сонаты № 3 Николя Бакри.